# Obudovac
Obudovac je naseljeno mjesto u sastavu općine Bosanski Šamac, Republika Srpska, BiH.

## Geografski položaj
Zauzima površinu od 31,1 km². Prema popisu stanovništva u BiH iz 1991. u Obudovcu je živjelo 3199 stanovnika s gustoćom naseljenosti od 103 stanovnika po km². Nalazi se na raskrižju magistrale Bijeljina – Banja Luka i regionalnog puta Orašje – Gradačac, to jest raskrižju između četiri grada: Bosanskog Šamca 17,8 km, Brčka 21,1 km, Orašja 15 km i Gradačca 20,5 km.

## Stanovništvo
| Obudovac           |                |                |                |
| godina popisa      | 1991.          | 1981.          | 1971.          |
| Srbi               | 3138 (98,09 %) | 3276 (96,69 %) | 3382 (99,38 %) |
| Hrvati             | 16 (0,50 %)    | 15 (0,44 %)    | 14 (0,41 %)    |
| Muslimani          | 2 (0,06 %)     | 2 (0,05 %)     | 0              |
| Jugoslaveni        | 35 (1,09 %)    | 80 (2,36 %)    | 2 (0,05 %)     |
| ostali i nepoznato | 8 (0,25 %)     | 15 (0,44 %)    | 5 (0,14 %)     |
| ukupno             | 3199           | 3388           | 3403           |